# کوریسته
کوریسته (به لاتین: Kuriste) یک منطقهٔ مسکونی در استونی است که در دهستان کاینا واقع شده‌است.